# Fondation Brigitte-Bardot
Pour les articles homonymes, voir FBB.
La fondation Brigitte-Bardot (FBB), fondée par Brigitte Bardot en 1986, est une fondation française dont la mission est la protection des animaux. Elle est reconnue d'utilité publique depuis le 21 février 1992, son champ d'action est national et international.
La propriété « La Madrague » appartient à la fondation, qui possède également quatre refuges sur le territoire français.

## Histoire

### Prémices

Brigitte Bardot, présidente-fondatrice de la fondation, en 2002.

En 1962, Brigitte Bardot, alors actrice, entame son premier combat pour la cause animale en militant pour l'introduction du pistolet d'abattage indolore dans les abattoirs. En effet, ayant vu des photos des conditions dans lesquelles les animaux sont tués, elle décide de devenir végétarienne et de s'engager pour cette cause,. Elle est reçue à l'Élysée à plusieurs reprises, depuis 2003, date de l'Article R214-70 loi intégrant trois dérogations accordées à l'"étourdissement préalable à l'abattage". Plusieurs propositions de loi — dont la dernière en mai 2023 — ont été déposées, sans succès à ce jour (2023). 
En 1977, Brigitte Bardot participe à une vaste campagne médiatique en se déplaçant sur les glaces polaires du Canada, à Blanc-Sablon, à l'invitation de Paul Watson, fondateur de la Sea Shepherd Conservation Society, afin d'y dénoncer le massacre des blanchons pour leur fourrure,. À son retour en France, elle réussit à faire voter l'interdiction du commerce de produits dérivés de la chasse des phoques ayant moins de 2 semaines, grâce notamment au soutien du président de l'époque, Valéry Giscard d'Estaing,.

### Lancement
En 1986, Brigitte Bardot crée la fondation Brigitte-Bardot à Saint-Tropez, organisme ayant pour mission la protection des animaux, qu'elle finance par une vente aux enchères d'objets, de bijoux et d'effets personnels afin d'obtenir les trois millions de francs nécessaires[réf. nécessaire]. En 1988, le siège de la fondation est transféré à Paris.

### Développement
Brigitte Bardot présente également, de 1989 à 1992, douze émissions S.O.S. animaux, produites par Roland Coutas et Jean-Louis Remilleux,[réf. nécessaire] afin de sensibiliser l'opinion publique sur les souffrances infligées aux animaux.
En 1991, elle fait don de sa propriété « La Madrague » à sa fondation afin d'en augmenter le capital et obtenir ainsi la reconnaissance d'utilité publique, qui sera accordée le 21 février 1992 par le Conseil d’État,.
En 1995, le dalaï-lama devient membre d'honneur de la fondation.
En novembre 2019, la cour des comptes rappelle à l'ordre la fondation pour dysfonctionnements dans sa gouvernance et manque de transparence à l'égard de ses donateurs.

## Exemples d'actions de la fondation

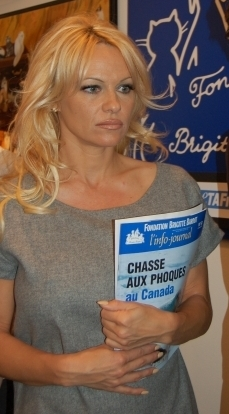
Pamela Anderson à la fondation Brigitte-Bardot en 2008 pour dénoncer la chasse aux phoques au Canada.

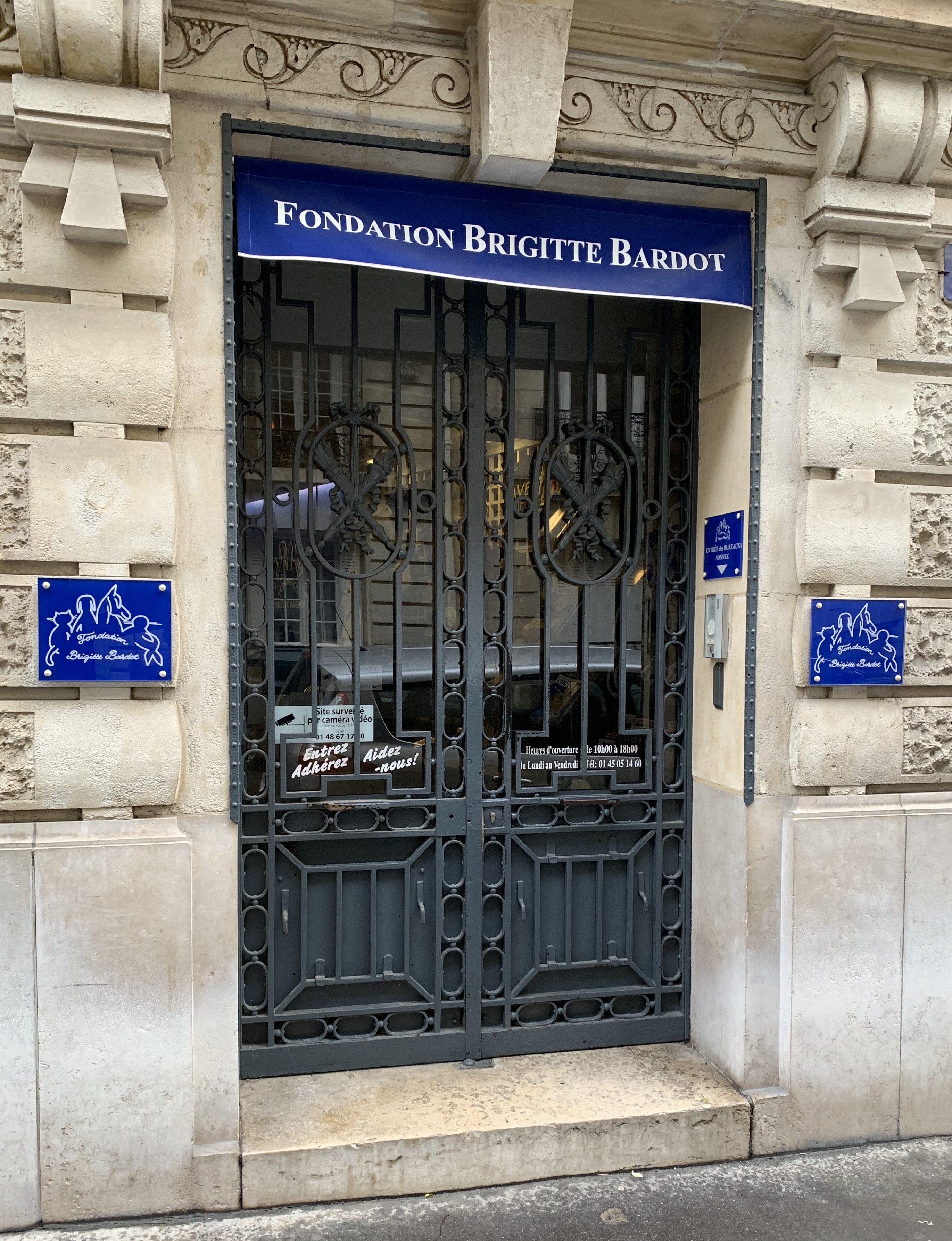
Siège de la fondation, à Paris (2019).

La fondation a participé à la création de sanctuaires pour animaux dans plusieurs pays étrangers et apporte son soutien local aux associations en place, comme par exemple dans le cas des ours dansants de Bulgarie ,. Elle travaille également à la réintroduction de plusieurs espèces animales qui avaient complètement disparu[réf. nécessaire] au Sénégal et à la réintroduction de loups dans les Alpes.
Elle se porte également régulièrement partie civile lors de procès pour cruauté animale,. En janvier 2016, afin de soutenir la proposition de loi de la députée Laurence Abeille visant à interdire le gavage des oies et des canards, la fondation invite l’actrice américaine Pamela Anderson à s'exprimer devant les députés de l'Assemblée nationale française. Cette allocution provoque un retentissement médiatique.
La fondation aide financièrement de nombreux refuges français. Elle a également créé le sien dans l'Eure en Normandie. Intitulé La Mare Auzou, le refuge est composé d'une ferme étendue sur sept hectares où plusieurs centaines de chiens et de chats sont en attente d'adoption. Il sert également de « maison de retraite » à plusieurs centaines d'équidés, bovins, etc. Une procédure administrative a menacé de fermeture le refuge en 2015, à la suite de plaintes de riverains pour nuisances sonores.
Un journal d'information de trente-deux pages est également publié chaque trimestre depuis 1992, afin d'informer les adhérents des actions accomplies : L'Info-journal,. C'est dans ce journal que le 23 décembre 2006, Brigitte Bardot publie une lettre à Nicolas Sarkozy où elle critique la pratique de l'Aïd al-Adha en France, ce qui lui a valu une condamnation pour incitation à la haine raciale.
En 2009, la fondation Brigitte-Bardot lance une grande campagne de sensibilisation contre l'hippophagie : Le cheval vous l'aimez comment ?. Son stand est alors bannie du Salon du cheval de Paris après trois participations précédentes, les organisateurs citant le motif « le Salon du Cheval ne doit pas être le théâtre d'affrontements, ni une tribune de revendications ».
L'hiver de la même année, la fondation lance une campagne nationale d'affiches et de spots télévisés sur le commerce de fourrure : Fourrure : signe extérieur de cruauté,. L'association française de la fourrure tente de faire interdire ces publicités, en vain[réf. nécessaire]. À partir de décembre 2015 une nouvelle campagne de communication intitulée Fourrure, le look qui tue est lancée en France,. La fondation soutient également la « journée sans fourrure », qui a lieu chaque premier samedi des soldes d'hiver depuis 2007.
En 2011, le bateau baptisé Brigitte Bardot, co-financé par la fondation Brigitte-Bardot et l'ONG Sea Shepherd Conservation Society, est endommagé par une vague. Il est remis à l'eau l'année suivante. En 2015 et 2016, il fait escale à plusieurs endroits pour permettre des visites de sensibilisation, après une campagne dans les îles Féroé afin de sauver les cétacés,.
En 2012, la fondation milite en faveur de la condition animale au Maroc, notamment à Rabat avec l'Association de défense des animaux et de la nature Assoadan et à Tanger, avec le Sanctuaire de la Faune, qui mènent des projets pour mettre fin aux tueries des chiens et chats errants.

## Objectifs de la fondation
Les cibles d'action de la fondation Brigitte-Bardot sont :
- la captivité des animaux sauvages (telle que dans les cirques ou les zoos) ;
- la fourrure ;
- l'hippophagie ;
- le transport des animaux de boucherie ;
- les expérimentations animales ;
- le braconnage ;
- les combats d'animaux (tels que les corridas ou combats de coqs) ;
- les abandons d'animaux de compagnie et la lutte contre les ventes en animalerie ;
- la stérilisation des chiens et chats errants (notamment dans les pays d'Europe de l'Est) ;
- la chasse à la baleine ;
- la chasse aux phoques.